# 찬동자 파크
찬동자구장(贊同者球場)는 함경북도 청진시에 있는 축구경기장이다. 수용 가능 인원은 1만 5천명이다. 찬동자체육단의 홈 구장이기도 하다.